# Josep Carles Rius i Baró
Josep Carles Rius i Baró (Valls, 1956) és un periodista català, degà del Col·legi de Periodistes de Catalunya entre el 2007 i el 2010, director del diari Público a Catalunya fins al seu tancament i impulsor de Catalunya Plural.
Es llicencià en ciències de la comunicació i és màster en investigació, comunicació i periodisme per la Universitat Autònoma de Barcelona (UAB), universitat on exercí de professor des del 1992. Començà la seva trajectòria professional als setmanaris Mestral i El Pati. Posteriorment treballà a El Noticiero Universal, TVE Catalunya, la Cadena SER i iCat. Fou cap de secció «Las cosas de la vida» d'El Periódico de Catalunya. Posteriorment, des del 1998 treballà a La Vanguardia, primer dirigint les seccions «Societat» i «Revista» i després en la sotsdirecció del diari.
Fou director de l'edició catalana del diari Público fins al seu tancament, i el setembre de 2012 passà a encarregar-se de l'edició catalana d'eldiario.es que vuit mesos després es convertí en el diari digital Catalunya Plural.
Succeí Josep Maria Huertas Claveria al deganat del Col·legi de Periodistes de Catalunya. Va ser professor de periodisme a la UAB durant setze anys.
El 2016 publicà Periodismo en reconstrucción (Universitat de Barcelona Edicions), un assaig on defensa que el periodisme recuperi la credibilitat com el seu gran valor. L'obra analitza la crisi de la premsa escrita i l'impacte de les noves tecnologies, i reivindica el paper de contrapoder del periodisme.